# Hadjira Sifouani
Hadjira Sifouani, née en 1978, est une athlète algérienne.

## Biographie
Aux championnats d'Afrique d'athlétisme 2000 à Alger, elle fait partie du relais 4 x 400 mètres algérien remportant la médaille de bronze.
Elle est également championne d'Algérie du 400 mètres haies en 1997.

## Palmarès
| Date | Compétition            | Lieu  | Résultat | Épreuve   | Performance   |
| ---- | ---------------------- | ----- | -------- | --------- | ------------- |
| 2000 | Championnats d'Afrique | Alger | 3e       | 4 x 400 m | 3 min 51 s 01 |